# Codalithia
Codalithia is een geslacht van vlinders van de familie uilen (Noctuidae), uit de onderfamilie Acontiinae.

## Soorten
- C. quincuncialis Holloway, 1979
- C. subtilis Holloway, 1979